# Vreni Pfister
Vreni Pfister (* 28. April 1911; † 16. April 2006) war eine Schweizer Schriftstellerin.

## Leben und Werk
Vreni Pfister, Mutter von vier Kindern, schrieb zahlreiche Gedichte und verfasste Erzählungen für Kinder. Verschiedene Schweizer Verlage veröffentlichten zwischen 1952 und 1969 ihre Bücher.
Ihr 1952 erschienenes erstes Buch mit dem Titel Florian und Sibylle. Ein tapferer Bub findet sich zurecht wurde mit Zeichnungen von Maja von Arx illustriert. Der Kanton Zürich nahm das Buch im Jahr 1953 – ergänzend zu dem im Kantonalen Lehrmittelverlag 1949 erschienenen Verzeichnis – als Empfehlung für das 6. Schuljahr in das Verzeichnis guter Jugendschriften auf und fasste den Inhalt wie folgt zusammen: «Ein Auslandschweizerknabe aus der Türkei kommt nach dem Tode seiner Mutter in die Schweiz zurück und findet hier nach anfänglichen Schwierigkeiten eine neue Heimat und auch wieder eine gute Mutter.»

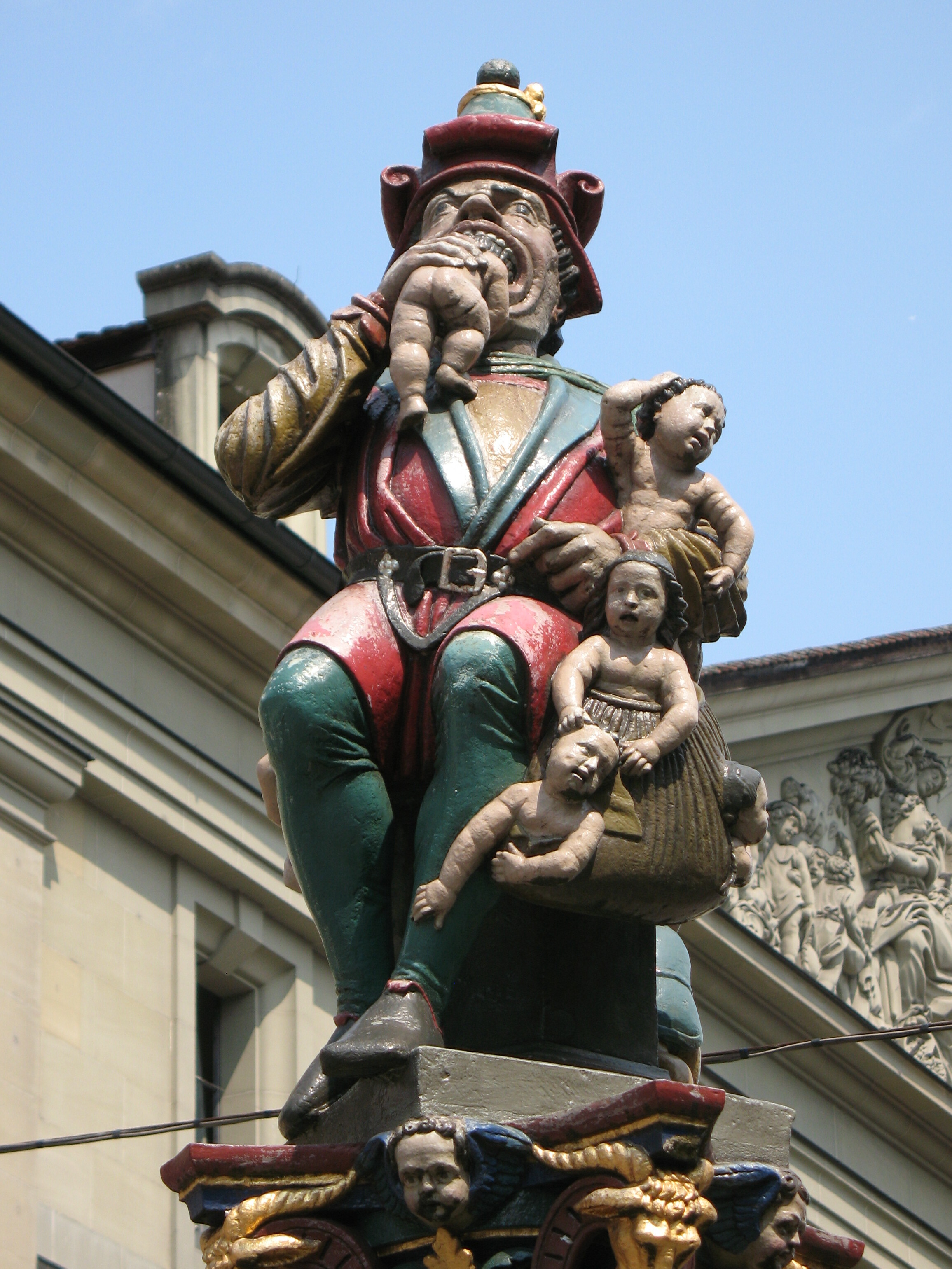
Der «Chindlifrässer»

In ihrem Buch Die Königin von Saba zeichnet die Autorin ebenfalls einen Jungen, den Jüngsten unter einigen Geschwistern, der an einem Wochenende ohne Eltern von seinen Geschwistern alleine zuhause gelassen wird und einen vermeintlichen Einbruch erlebt. Der Titel bezieht sich auf eine Hündin, die der Titelheld am Ende der Geschichte von seinem Patenonkel geschenkt bekommt als Belohnung für seine Tapferkeit, aber auch als Geburtstagsgeschenk – denn der Sonntag, den der Kleine ursprünglich sehr traurig als seinen Geburtstag ohne Eltern und ohne Feier erwartet, entpuppt sich als wunderbar von den Geschwistern vorbereitete Geburtstagsüberraschung. Wobei sie selbst in punkto vermeintlichem Einbruch umgekehrt vom Patenonkel vorgeführt und damit etwas dafür «bestraft» werden, dass sie ihren jüngsten Bruder einfach solo im Haus zurückliessen.
Das bekannteste Werk Pfisters ist der 1969 veröffentlichte Geschichtenband Der Chindlifrässer, dessen Buchdeckel eine Darstellung der namensgebenden Figur des bekannten Brunnens in der Berner Altstadt zeigt. Darin enthalten sind vier «Erzälige» in Berndeutsch, in denen Szenen aus dem Leben der «kleinen Leute» rund ums Berner Münster geschildert werden, darunter Der Münschtersigerischt (der Münstersigrist) und Der Panzerchrützer und sys Byboot. Es Brunngaß-Idyll (Der Panzerkreuzer und sein Beiboot. Ein Brunngass-Idyll).
Vreni Pfister starb am 16. April 2006, wenige Tage vor Vollendung ihres 95. Lebensjahres.

## Werke
- Florian und Sibylle. Ein tapferer Bub findet sich zurecht. Textzeichnungen von Maja von Arx. H. R. Sauerländer, Aarau 1952 (258 S.).
- Die Königin von Saba (= Stern-Reihe. Band 88). EVZ-Verlag, Zollikon-Zürich 1964 (68 S.).
- Der Chindlifrässer. Vo chlyne Lüte rings um ds Münschter. Vier Geschichten in Berner Mundart. Francke, Bern 1969 (80 S.).